# یواس‌اس ادونس (ام‌اس‌او-۵۱۰)
یواس‌اس ادونس (ام‌اس‌او-۵۱۰) (به انگلیسی: USS Advance (MSO-510)) یک کشتی بود که طول آن ۱۷۳ فوت (۵۳ متر) بود. این کشتی در سال ۱۹۵۶ ساخته شد.